# (6304) Josephus Flavius
(6304) Josephus Flavius (1989 GT3) – planetoida z pasa głównego asteroid okrążająca Słońce w ciągu 3,36 lat w średniej odległości 2,24 j.a. Odkryta 2 kwietnia 1989 roku.